# لسانيات نفسية
يدرس علم اللسانيات النفسي أو «علم اللغة النفسي» العمليات العقلية للفهم والإدراك بأدوات مستقاة من اللسانيات، وأخرى من علم النفس ، وكيف أن استخدام اللغة يتأثر بعمليات عقلية غير مباشرة. وهناك ثلاثةُ أسئلةٍ رئيسة يحاول هذا علم اللغة النفسي الإجابةَ عليها وهي: كيف يكتسب الإنسان اللغة، وكيف يفهمها، وكيف ينتجها. 
وتعتبر دراسات اكتساب الأطفال للغة، وتعلم الأفراد لغة ثانية دراسات لسانية نفسية في الأساس، ويسعى الباحثون في هذا المجال لتطوير نماذج models تبين كيف تتأسس وتتطور اللغة وتستخدم، وكيف يتم فهمها باستخدام دلائل مما يحدث نتيجة استخدام اللغة بشكل غير معياري، ويهتم هذا الفرع أيضاً بدراسة مشاكل اللغة والتخاطب مثل صعوبات الكلام (الدسلكسيا Dyslexia) أو احتباس الكلام الأفازيا (الحبسة Aphasia) الخ.
هناك نظريات ظهرت في كيفية تعلم اللغة على يد علماء مثل سكنر وجانييه وحديثا نعمت غاندي صاحب التصويب التفاعلي